# Per Jacobsson (nationalekonom)
Per Jacobsson, född 5 februari 1894 i Tanums socken, död 5 maj 1963, var en svensk nationalekonom med en rad internationella uppdrag, bland annat vid Nationernas förbund, Bank for International Settlements och som chef för Internationella valutafonden. Han var kommendör av svenska Nordstjärneorden (KNO), men innehade även belgiska, italienska och nederländska statsordnar, samt var hedersdoktor vid universiteten i Dublin, Gettysburg, Basel, Uppsala och vid Columbia University i New York.

## Biografi
Per Jacobsson tog examina i juridik och nationalekonomi vid Uppsala universitet. Han anställdes som amanuens vid Statens krigsberedskapskommission 1917, men övergick 1919 till en tjänst som lärare i skogsekonomi och skogsstatistik vid Skogshögsskolan.
År 1920 tillträdde han en tjänst inom ekonomi- och finanssektionen vid sekretariatet för Nationernas förbund i Genève där han deltog som expert vid de finansiella rekonstruktionsarbetena i Österrike, Ungern, Bulgarien, Portugal och Danzig. Han blev 1928 kanslichef hos Rikskommissionen för ekonomisk försvarsberedskap, men övergick 1930 till näringslivet där han helt kort verkade som finansexpert inom Kreugerkoncernens finansbolag Kreuger & Toll, ett uppdrag han valde att lämna redan följande år.
Från 1931 blev han istället chef för den ekonomiska och penningpolitiska avdelningen vid den nybildade Bank for International Settlements i Basel. Han stannade på BIS, centralbankernas bank, till 1956 då han utsågs till chef för Internationella valutafonden (engelska: International Monetary Fund) i Washington, D.C. Valutafonden förblev hans uppdragsgivare till dess att han avled 1963. Han verkade också för inrättandet av Baselcentret för ekonomisk och finansiell forskning (engelska: Basel Centre for Economic and Financial Research) 1952 och var därefter dess föreståndare fram till sin död.

### Familj
Per Jacobsson var gift med Violet Mary Nye. Deras dotter Moyra blev konstnär. Hon gifte sig 1955 med Roger Bannister, mannen som sprang den första drömmilen.

## Publikationer

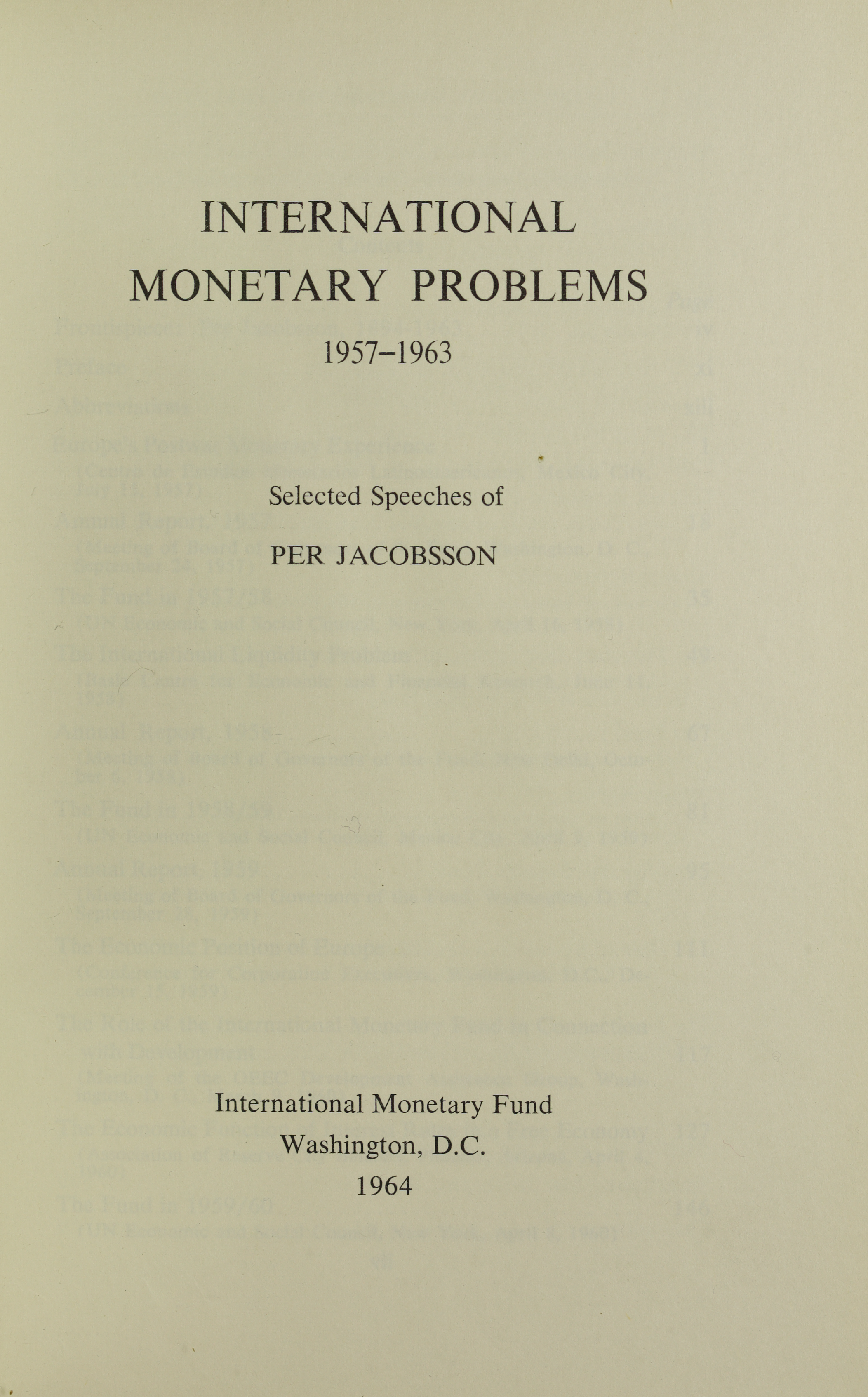
International monetary problems, 1964

- "PM om ekonomisk fredsberedskap" (1918)[4]
- "Memorandum on public finance" Nationernas förbund, Genève. (Redaktör)[11]
- "Armaments yearbook – General and statistical information" Nationernas förbund, Genève. (Redaktör för den budgetära delen)[12]
- "Death of a Diplomat" (Peter Oldfield, pseudonym för Per Jacobsson och Vernon Bartlett, 1928.)[13]
- "The Alchemy Murder" (Peter Oldfield, pseudonym för Per Jacobsson och Vernon Bartlett, 1929.)[14]
- "Youngplanen och internationella banken" Bankföreningen (1930)[8]
- "Monetary improvements in Europe and problems of return to convertability" (1950)[8]
- "Some Monetary Problems – International and National" (1958)[15]
- Skandinaviska Bankens kvartalsskrift. (Medarbetare 1946-1956)
- "Annual Report". Bank for International Settlements, Basel. (Ansvarig för årsrapporten 1931-1956) [16]